# Malediven op de Olympische Zomerspelen 1992
De Malediven namen deel aan de Olympische Zomerspelen 1992 in Barcelona in Spanje.
De delegatie uit de Malediven telde 7 atleten, 6 mannen en 1 vrouw, die deelnamen aan 8 onderdelen in 2 sporten. 
In de globale medaillestand kwamen de Malediven niet voor.

## Deelnemers en resultaten

### Atletiek
| Olympiër        | Discipline   | Resultaat | Prestatie                |
| --------------- | ------------ | --------- | ------------------------ |
| Ahmed Shageef   | 100m (m)     | 73e       | serie 6: 8ste in 11,36   |
| Ahmed Shageef   | 200m (m)     | 73e       | serie 10: 7de in 22,54   |
| Mohamed Amir    | 400m (m)     | 63e       | serie 4: 8ste in 50,35   |
| Hussain Riyaz   | 800m (m)     | 54e       | serie 2: 8ste in 2.00,93 |
| Hussein Haleem  | marathon (m) | 86e       | 3:04.16                  |
|                 |              |           |                          |
| Aminath Rishtha | 100m (v)     | 53e       | serie 2: 8ste in 13,66   |

### Zwemmen
| Olympiër        | Discipline          | Resultaat | Prestatie               |
| --------------- | ------------------- | --------- | ----------------------- |
| Ahmed Imthiyaz  | 50m vrije slag (m)  | 71e       | serie 1: 6de in 29,27   |
| Mohamed Rasheed | 50m vrije slag (m)  | 72e       | serie 1: 7de in 30,37   |
| Ahmed Imthiyaz  | 100m vrije slag (m) | 74e       | serie 1: 6de in 1.04,97 |
| Mohamed Rasheed | 100m vrije slag (m) | 75e       | serie 1: 7de in 1.08,12 |

Albanië · Algerije · Amerikaanse Maagdeneilanden · Amerikaans-Samoa · Andorra · Angola · Antigua en Barbuda · Argentinië · Aruba · Australië · Bahama's · Bahrein · Bangladesh · Barbados · België · Belize · Benin · Bermuda · Bhutan · Bolivia · Bosnië en Herzegovina · Botswana · Brazilië · Britse Maagdeneilanden · Bulgarije · Burkina Faso · Canada · Centraal-Afrikaanse Republiek · Chili · China · Chinees Taipei · Colombia · Congo-Brazzaville · Cookeilanden · Costa Rica · Cuba · Cyprus · Denemarken · Djibouti · Dominicaanse Republiek · Duitsland · Ecuador · Egypte · El Salvador · Equatoriaal-Guinea · Estland · Ethiopië · Fiji · Filipijnen · Finland · Frankrijk · Gabon · Gambia · Gezamenlijk team · Ghana · Grenada · Griekenland · Groot-Brittannië · Guam · Guatemala · Guinee · Guyana · Haïti · Honduras · Hongarije · Hongkong · Ierland · IJsland · India · Indonesië · Irak · Iran · Israël · Italië · Ivoorkust · Jamaica · Japan · Jemen · Jordanië · Kaaimaneilanden · Kameroen · Kenia · Koeweit · Kroatië · Laos · Lesotho · Letland · Libanon · Libië · Liechtenstein · Litouwen · Luxemburg · Madagaskar · Malawi · Malediven · Maleisië · Mali · Malta · Marokko · Mauritanië · Mauritius · Mexico · Monaco · Mongolië · Mozambique · Myanmar · Namibië · Nederland · Nederlandse Antillen · Nepal · Nicaragua · Nieuw-Zeeland · Niger · Nigeria · Noord-Korea · Noorwegen · Oeganda · Oman · Oostenrijk · Pakistan · Panama · Papoea-Nieuw-Guinea · Paraguay · Peru · Polen · Portugal · Puerto Rico · Qatar · Roemenië · Rwanda · Saint Vincent‑Grenadines · Salomonseilanden · Samoa · San Marino · Saoedi-Arabië · Senegal · Seychellen · Sierra Leone · Singapore · Slovenië · Soedan · Spanje · Sri Lanka · Suriname · Swaziland · Syrië · Tanzania · Thailand · Togo · Tonga · Trinidad en Tobago · Tsjaad · Tsjecho-Slowakije · Tunesië · Turkije · Uruguay · Vanuatu · Venezuela · Verenigde Arabische Emiraten · Verenigde Staten · Vietnam · Zaïre · Zambia · Zimbabwe · Zuid-Afrika · Zuid-Korea · Zweden · Zwitserland · Onafhankelijke olympische deelnemers